# Тунель Саланд-Твенте
Тунель Саланд-Твенте — комбінований залізничний і автомобільний тунель у центрі Найвердала в голландській провінції Оверейсел.
Тунель був побудований в рамках Combiplan (і спочатку мав робочу назву Combitunnel). Наскрізний рух по N35 проходить через Нейвердал за абсолютно новим маршрутом. Частиною цього маршруту є тунель довжиною приблизно 500 метрів, в якому пролягає дорога та залізниця. Залізничний тунель введено в експлуатацію для залізничного руху у квітні 2013 року. Автомобільний тунель введено в експлуатацію 29 серпня 2015 року.

## Історія
Конверсія національної автомагістралі 35 – це проект із довгою історією. Головна вулиця у Найвердалі була перевантажена з 1970-х років. Тривалий час «Найвердал» був вузьким місцем у сполученні між Твенте та Зволле.
Новий тунель забезпечує «зелене» сполучення між центром і житловими районами на північній стороні Нейвердала. Реалізація Комбіплану почалася в 2008 році. Однак у листопаді 2014 року відкриття для автомобільного руху було відкладено через проблеми з ІКТ-системами. Тунель використовується для руху поїздів з 1 квітня 2013 року. Це означає, що пряме залізничне сполучення між Зволле та Твенте було відновлено після більш ніж трьох років перерви.
Навколо відкриття в 2015 році ще були деякі розбіжності щодо назви тунелю. Група місцевих жителів висловила думку, що тунель слід назвати на честь Лео тен Брінке, власника місцевого пабу, який придумав концепцію комбінованого тунелю в 1975 році. Як повідомляється, Рейксватерштат зрештою вибрав нейтральну назву тому що в принципі жодні тунелі не називаються на честь людей, крім членів королівської родини .

## Діяльності
N35 довжиною майже три кілометри було переміщено на північ, а новий маршрут пролягає поблизу залізничної лінії Зволле – Алмело. Нова дорога N35 побудована як двосмугова. На західній стороні села прокладено комбінований тунель для залізниці та дороги протяжністю 500 метрів із двома під’їзними спорудами. Майже 1500 метрів подвійної колії було додано на західній стороні станції Найвердал. На схід від колишньої станції, де колія перетинає Редже, залишилася єдина колія.
Крім того, робота складається з двох залізничних мостів і двох національних автомагістральних мостів через Реджі та паралельного другорядного каналу, віадука Круйденлан, та віадука на G. vd Muelenweg через відкритий тунель. Пішохідний і велосипедний тунель на через віадук Круйденлан, де також встановлено дві службові будівлі та шумові бар'єри. Платформа поїзда збудована у відкритий вхід до тунелю, на захід від колишньої станції.

## Фото

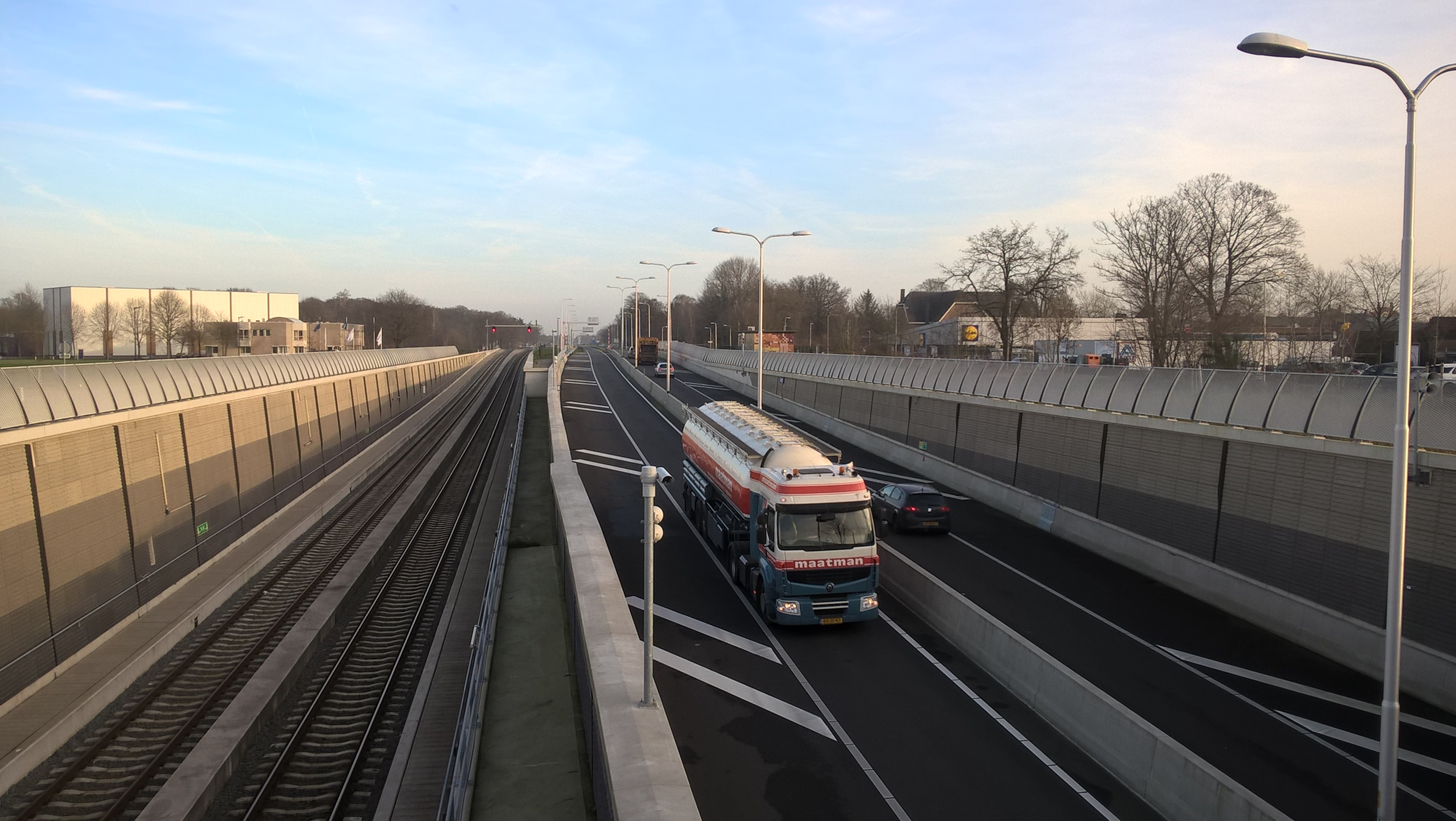
Вхід в тунель, видно в напрямку Алмело
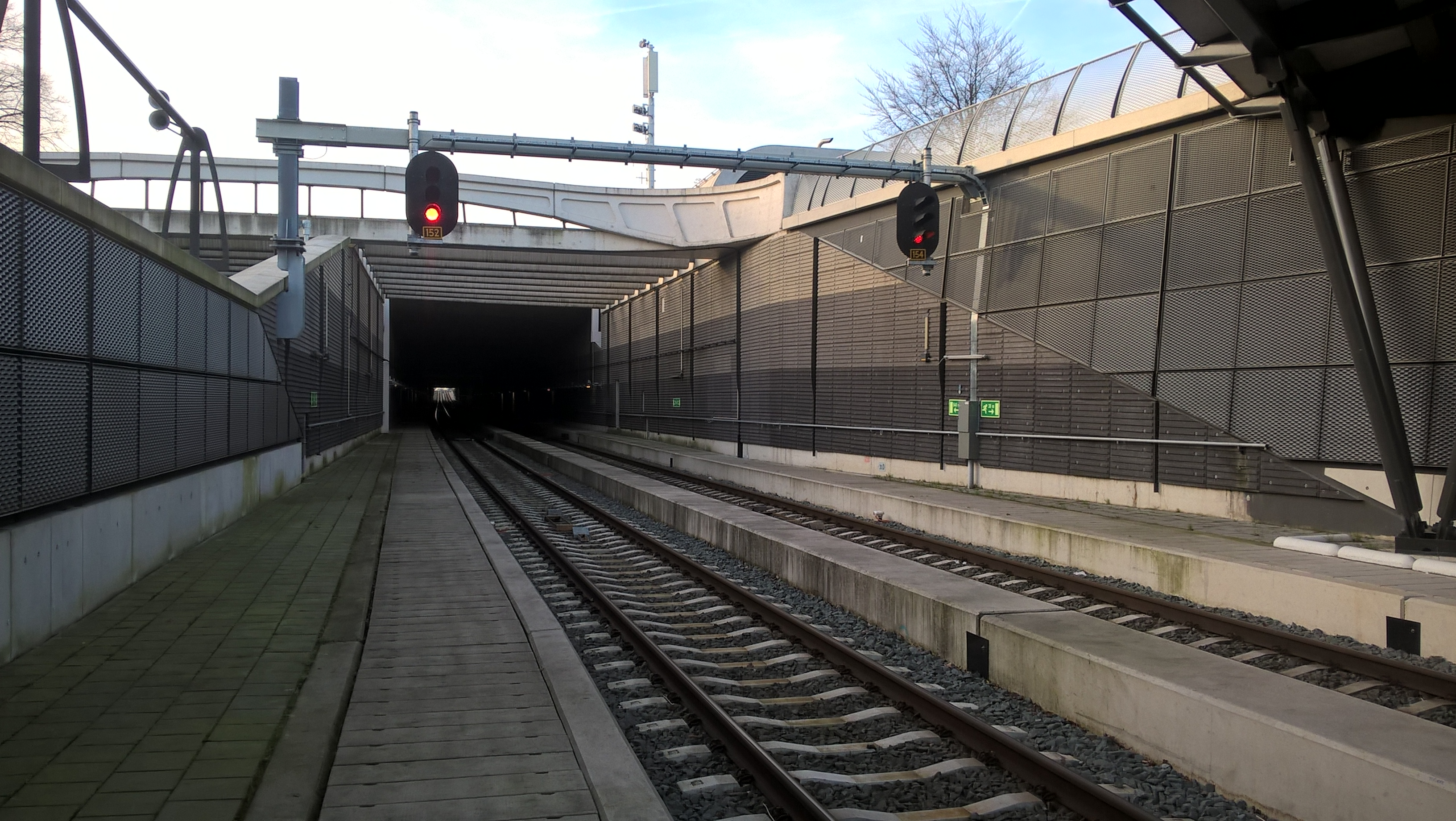
Залізничний тунель у напрямку Зволле
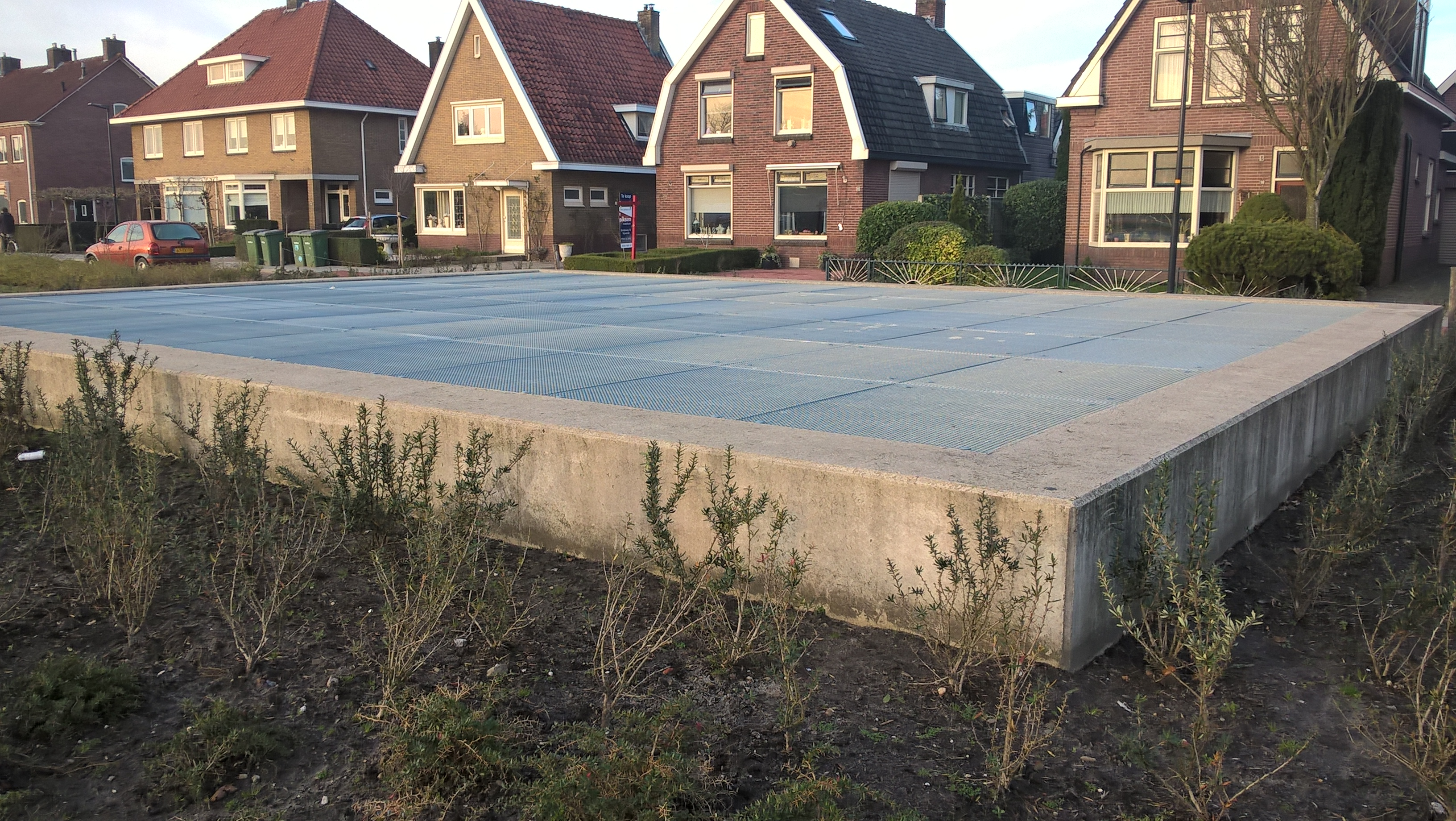
Вентиляційний отвір в парку на тунелі
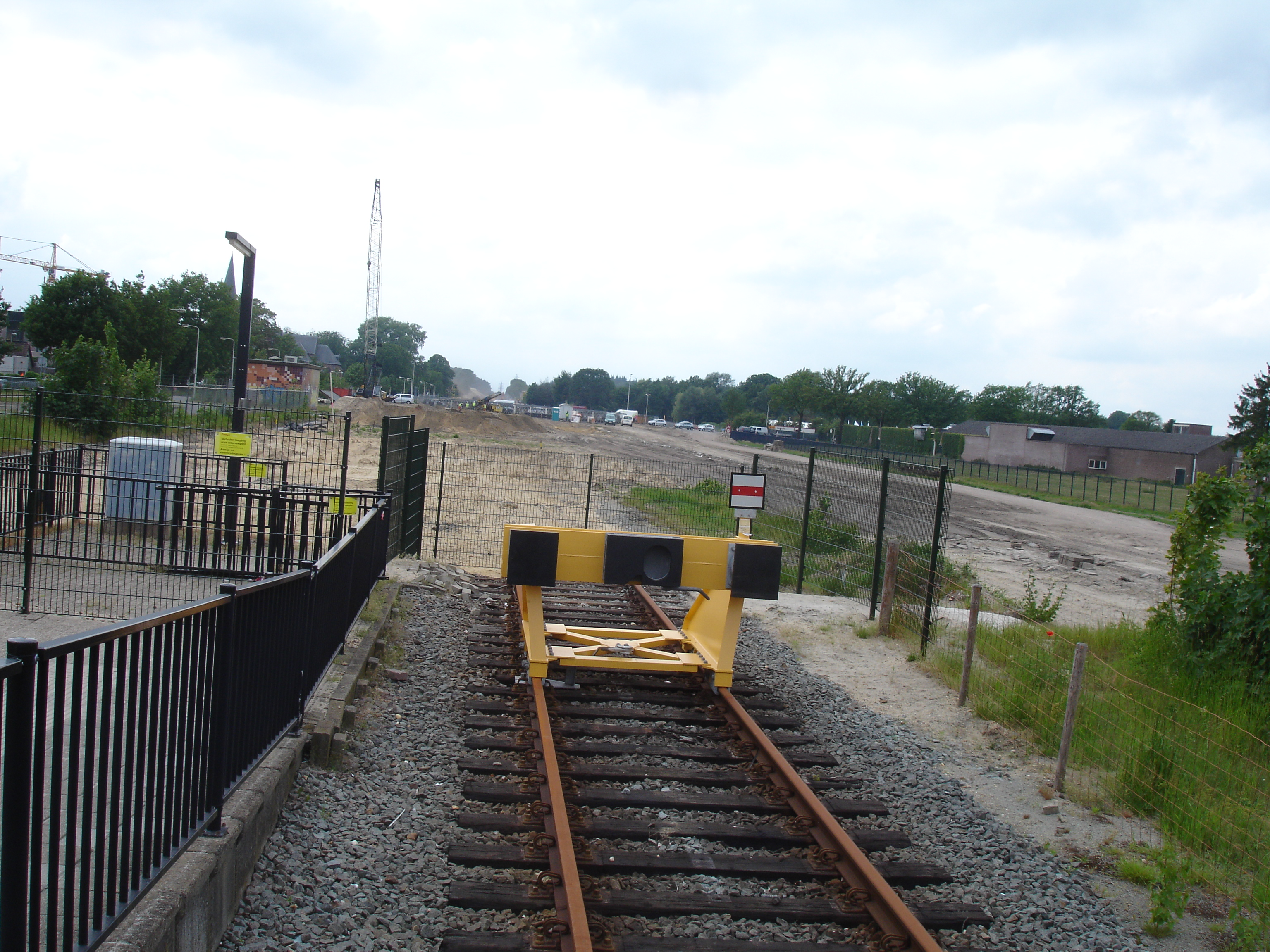
Nijverdal був головною станцією з 2009 по 2013 рік